# José de Acosta

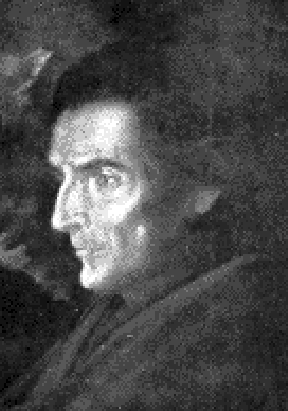
José de Acosta

José de Acosta (september of oktober 1540 – 15 februari 1600) was een Spaans jezuïet en historicus die de eerste Europese verhandeling over Mexico en het westen van Zuid-Amerika schreef: Historia natural y moral de las Indias ("Natuurlijke en Morele Geschiedenis van Indië", 1590). 
In De procuranda Indorum salute (1576) schreef Acosta als een van de eerste Europeanen uitgebreid over Europese missionarisactiviteit in Amerika.

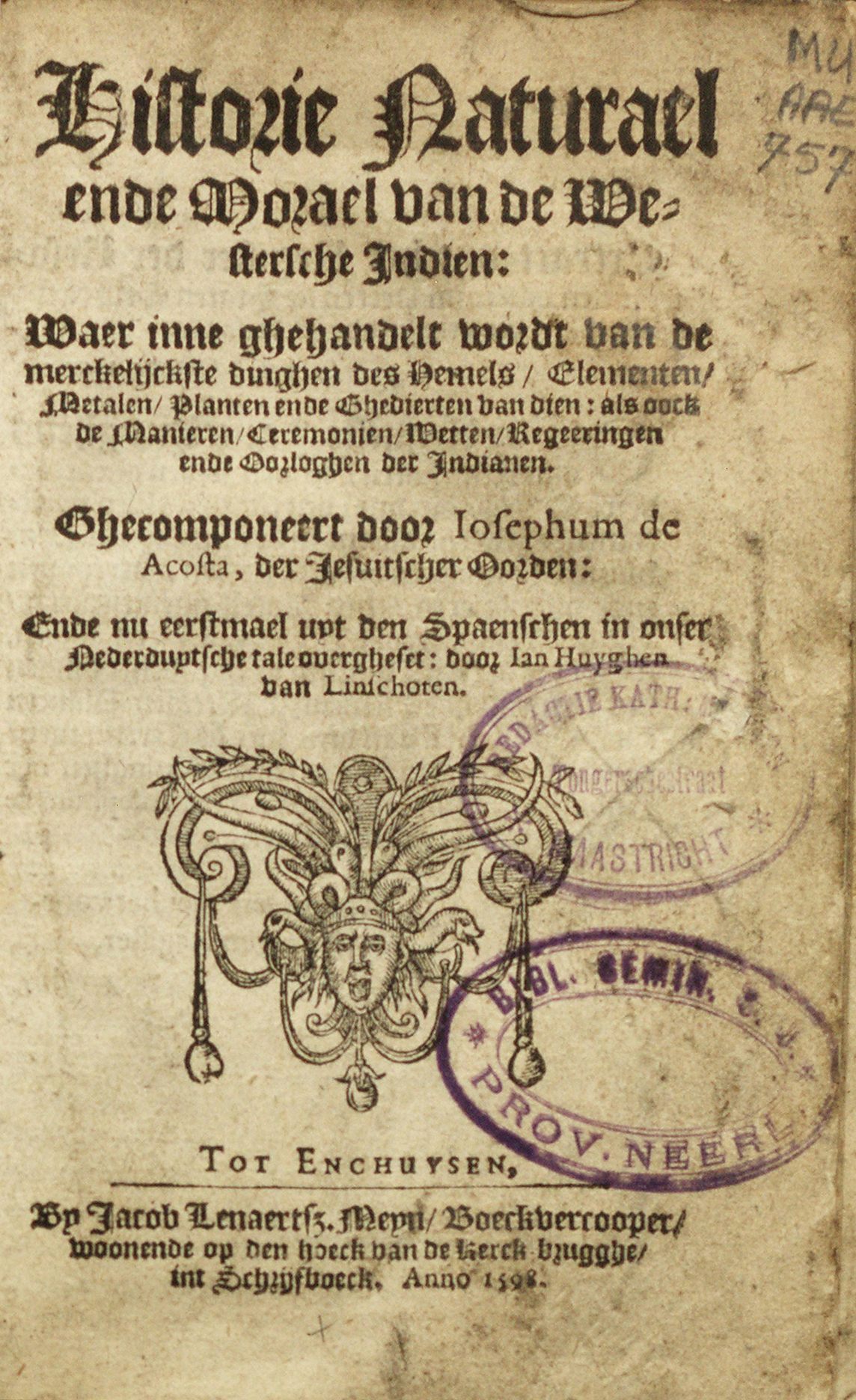
Titelblad van Historie naturael ende morael van de Westersche Indiën (Nederlandse vertaling, gepubliceerd in 1598)

- Bibsys: 38506
- Biblioteca Nacional de España: XX985028
- Bibliothèque nationale de France: cb118880577 (data)
- Catàleg d'autoritats de noms i títols de Catalunya: 981058507498406706
- CiNii: DA00908965
- Gemeinsame Normdatei: 12116117X
- International Standard Name Identifier: 0000 0001 0862 377X
- Library of Congress Control Number: n80161598
- Bibliotheek van het Japanse parlement: 00462017
- Nationale Bibliotheek van Tsjechië: jo20000073711
- Nationale bibliotheek van Australië: 35146633
- Nationale Bibliotheek van Israël: 987007298565705171
- Nederlandse Thesaurus van Auteursnamen: 069146969
- Istituto Centrale per il Catalogo Unico: RMLV062539
- LIBRIS: 245872
- SNAC: w67d3885
- Système universitaire de documentation: 026677229
- Trove: 841782
- Virtual International Authority File: 2465365
- WorldCat: E39PBJhdcmgCDjr3JXhxCmCqQq